# Thießow (Halbinsel)
Thießow (oft auch Thiessow) ist eine zur Gemeinde Binz gehörende unbesiedelte Halbinsel im Osten Rügens.

## Landschaft
Die Halbinsel Thießow ragt im Westen der Schmalen Heide etwa 1,7 Kilometer weit in den Kleinen Jasmunder Bodden hinein. Ihre Thießower Ort genannte Spitze ist von der im Bodden gegenüberliegenden Halbinsel Pulitz weniger als 1000 Meter entfernt. Thießow ist im mittleren Teil etwa 600 Meter breit, an der Basis etwa 1000 Meter. Die hügelige Stauchmoräne hat ihre höchste Erhebung im 48 Meter hohen Schifferberg.
Thießow ist ein alter Inselkern, der geomorphologisch Bestandteil der spätglazialen Eiszerfallslandschaft zwischen Großem Jasmunder Bodden und Mönchgut ist. Erst im jüngeren Holozän wurde er durch die Nehrung der Schmalen Heide mit den benachbarten Inselkernen Buhlitz und Granitz im Süden sowie Jasmund im Norden verbunden. Dadurch wurde die Kliffküste Thießows der aktiven Abrasion durch das Meer entzogen. Die Steinriffe, die den Moränenkliffen Thießows im Flachwasser vorgelagert sind, wurden im 19. Jahrhundert ausgebeutet, um Material für die küstennahe Bauwirtschaft, z. B. für den Hafen- und Straßenbau, zu gewinnen. Die Steinfischerei endete auf Rügen mit ihrem Verbot im Jahr 1906. Ein 2,50 m hoher Findling mit einem Volumen von 16,1 m³, der im Flachwasser am Thießower Ort liegt, ist als Naturdenkmal geschützt.

## Natur
Thießow ist Teil des FFH-Gebiets „Kleiner Jasmunder Bodden mit Halbinseln und Schmaler Heide“ (DE 1547-303). Die Halbinsel ist von einem von der Rotbuche geprägten und lokal durch forstwirtschaftliche Tätigkeit überformten Hallenwald sowie von Buchen-Hangwald bedeckt. Daneben gibt es alte Eichen-Zwischenwälder sowie Fichten-, Lärchen- und Douglasienforsten. An besonders trockenen Standorten findet man Schwalbenwurz-Eichenwald mit eingelagerten Trockenfluren. Es ist ein historisch altes Waldgebiet, denn das Urmesstischblatt von 1835 zeigt, dass die Halbinsel Thießow bereits damals großflächig bewaldet war.
Als Brutvögel sind der Schwarzspecht und der Seeadler heimisch. Die Baumhöhlen der Spechte dienen auch Hohltauben und Fledermäusen als Brutplätze bzw. Überwinterungsquartiere. Am Südufer Thießows gibt es ein Habitat der stark gefährdeten Bauchigen Windelschnecke.

## Geschichte
Schon im Zweiten Weltkrieg wurden im Gebiet des unvollendet gebliebenen KDF-Seebads Prora Soldaten ausgebildet. Es entwickelte sich eine militärische Nutzung auch der Halbinsel Thießow, die zunächst von der Sowjetarmee und ab 1956 von der Nationalen Volksarmee der DDR fortgesetzt wurde. In der Nähe des Schifferbergs befand sich ein Schießplatz. Um Material für die Befestigung von Marschwegen im weichen Untergrund des Ausbildungsgeländes auf der Halbinsel zu gewinnen, wurden Ende der 1950er Jahre Teile des ehemaligen KDF-Erholungsheims gesprengt. Nach der Deutschen Wiedervereinigung nutzte die Bundeswehr bis 1992 die Flächen, zu denen außer Thießow ein Großteil der Schmalen Heide, das südlich gelegene Waldgebiet der Tribberatzer langen Berge, die Halbinseln Buhlitz und Pulitz sowie die Ostspitze von Stedar gehören. Im Jahr 2008 übernahm die DBU Naturerbe GmbH das fast 20 km² große Areal. Der als besonders wertvoll eingestufte alte Waldbestand auf Thießow soll nach Entnahme fremdländischer Arten ohne weitere forstliche Nutzung einer natürlichen Entwicklung zugeführt werden.

## Wall

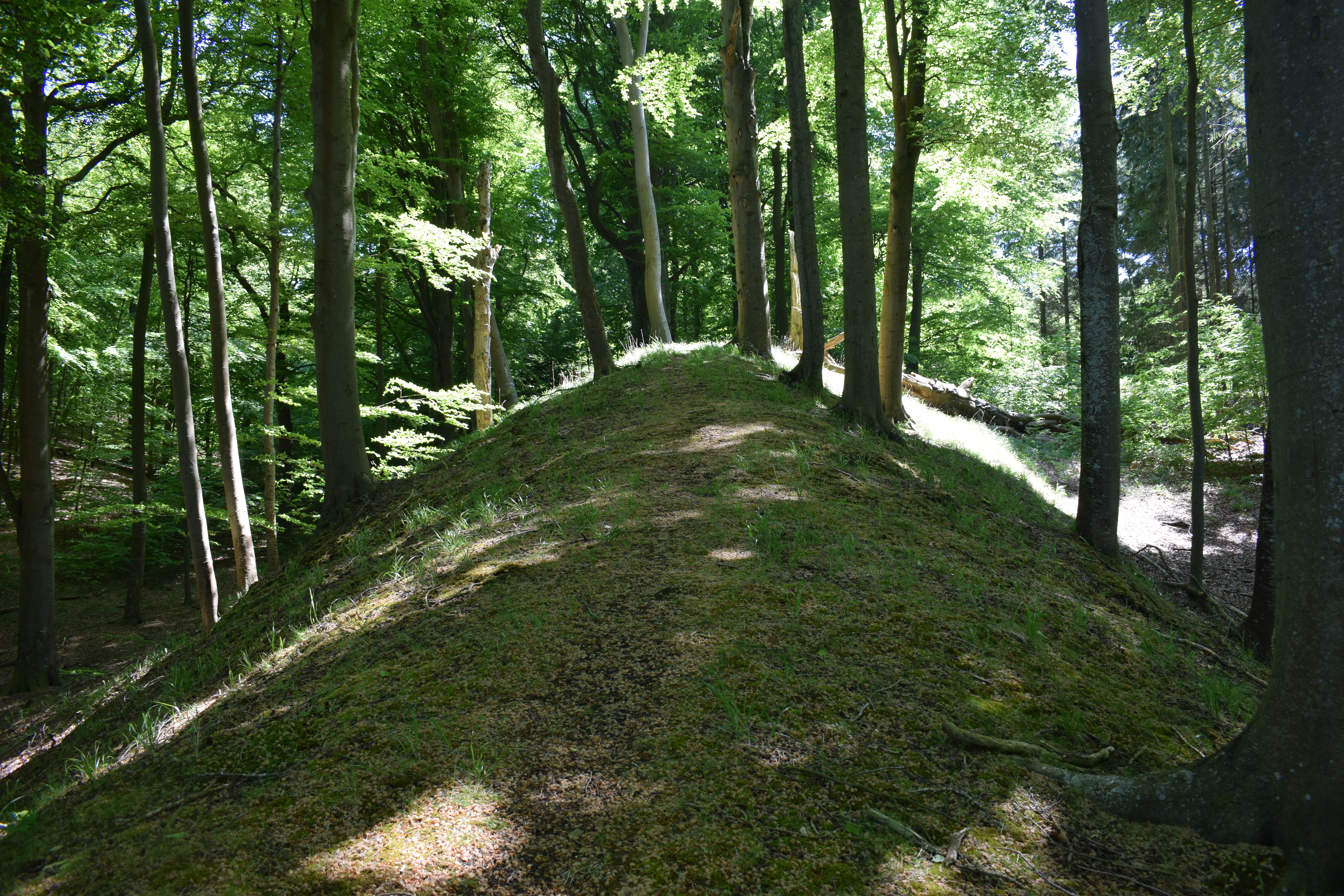
Der Wall auf Thießow

Quer über den Thießow verläuft von Südsüdost nach Nordnordwest ein 500 m langer und etwa 8 m hoher Wall. Er trennt eine Fläche von etwa 40 Hektar von der übrigen Halbinsel ab. An seinen Enden reicht er nicht ganz an die Küste heran. Ein Fahrweg durchquert ihn 120 m von seinem nördlichen Ende entfernt. Eine Anhöhe innerhalb des geschützten Areals trägt den Namen Burgberg. Die Entstehungszeit des Walls ist unbekannt, er könnte bereits in der Bronzezeit angelegt worden sein.